# 富兴街街道
富兴街街道是中华人民共和国宁夏回族自治区銀川市贺兰县下辖的一个街道办事处。2020年7月设立，区划代码为640122001。

## 行政区划
富兴街街道下辖以下村级行政区划单位：
利民社区、光明社区、居安社区、团结社区、马家寨社区、友爱社区、太阳城社区、金河社区、天鹅湖社区、如意湖社区、花园社区。